# Mk.38 方位盤
Mk.38方位盤（英語: Mk.38 Director）は、アメリカ海軍が開発した艦砲用の方位盤。第二次世界大戦中、同国海軍の戦艦のすべてで搭載されていた。

## 方位盤と射撃盤
本方位盤は、通例、Mk.8射撃盤（Range-keeper）と連接されて用いられた。射撃盤の機能として、自艦と目標艦との相対位置を連続的に図示するとともに、弾着観測結果から目標速力・進路を修正し、目標の方位変化率に基いて方位盤を動かして照準操作を補助する機能（rate-control）を備えていた。またMk.8射撃盤は垂直ジャイロによる動揺修正装置Mk.41（Stable Vertical）を備えており、目標への照準線方向に対する縦・横動揺を計出して、動揺に対応して最適時に自動的に発砲することができた。
測距用として、基線長8メートル・単式の測距儀（Range finder）Mk.48を備えている。なお予備として各砲塔にも測距儀が供えられており、例えば3連装16インチ砲塔では基線長13.5メートルのものが備えられていた。

## レーダー
アメリカ海軍では、1941年より、まず巡洋艦のMk.34を皮切りに方位盤へのレーダー装備に着手した。その直後より、本方位盤でもLバンド（波長40センチ）、ローブ・スイッチ方式のアンテナを採用したMk.3 mod.2レーダー（FCレーダー）の搭載が開始された。しかし性能的には不満足で、例えば1942年11月の第三次ソロモン海戦では、射撃用のMk.3レーダーよりもむしろ対水上捜索用のSGが測的にも活用された。
このため、Mk.3の艦隊配備直後よりMk.8レーダー（CXEM）が開発された。これは動作周波数Sバンド（波長10センチ）、MUSA無線機を範としたポリロッドアンテナ42本（14列×3段）による特徴的なアレイアンテナを採用して、位相制御による走査を行うフェーズドアレイレーダーであり、開発元のベル社では「世界初の捜索中追尾レーダー」と称している。しかし野心的な設計を採用した結果、サイズ・重量とも過大で、また維持管理に手間がかかり、信頼性にも問題があった。このため、より堅実にパラボロイド・アンテナを採用し、動作周波数をXバンドと高周波化するとともにビーム幅も絞ったMk.13レーダーが開発され、1945年より艦隊配備された。
ただし、この時代はクラッターやノイズの除去技術が未発達であり、またビーム幅が広いこともあって誤差が大きく、レーダーの利用は測的に限られており、照準は方位盤の光学照準器に頼る必要があったことから、夜戦などの場合には探照灯や照明弾などの補助手段が必要であった。